# 1997-es Amstel Gold Race
Az 1997-es Amstel Gold Race volt a 32. holland kerékpárverseny. Április 26-án került megrendezésre, össztávja 258 kilométer volt. Végső győztes a dán Bjarne Riis lett.

## Végeredmény
|    | Versenyző        | Idő           |
| -- | ---------------- | ------------- |
| 1  | Bjarne Riis      | 6 óra 11' 19" |
| 2  | Andrea Tafi      | + 46"         |
| 3  | Beat Zberg       | + 46"         |
| 4  | Laurent Roux     | + 46"         |
| 5  | Mauro Gianetti   | + 46"         |
| 6  | Michele Bartoli  | + 47"         |
| 7  | Laurent Jalabert | + 48"         |
| 8  | Andrei Tchmil    | + 1' 08"      |
| 9  | Rolf Aldag       | + 1' 08"      |
| 10 | Rolf Sørensen    | + 1' 08"      |